# Surna
Surna er en elv i Surnadal og Rindal kommune. Elven dannes ved Rindalsskogen i mødes mellem elvene Lomunda og Tiåa. De vigtigste sideelve til Surna er Rinna, Folla og Vindøla, som alle har sine kilder i Trollheimen. Surna munder ud i Surnadalsfjorden ved Surnadalsøra.
Surna er sammen med Driva er de vigtigste lakseelve i Nordmøre. Den største laks som er fanget i Surna var 26,5 kg. Gennemsnitsstørrelsen på laksen i Surna er ca. 5 kg. De fleste år fanges der imidlertid laks på 17 – 18 kg.
Laks og havørredfiskeri er tilladt fra og med 1. juni til og med 31. august.
Siden 2001 er Norsk laksefestival blevet arrangeret årligt i Surnadal med fiskekonkurrence i Surna.
I Nedre Surnadal er elve grænse mellem Ranes og Øye kirkesogn. De som bor syd for elven hører til Ranes og de som bor nord for hører til Øye.